# Margaret Avery
Margaret Avery (* 20. leden 1944, Mangum, USA) je americká herečka a zpěvačka.

## Počátky
Narodila se v Mangumu, vyrůstala však v San Diegu. Tam také studovala a poté pracovala jako učitelka v Los Angeles. V té době už se začínala věnovat divadelnímu herectví.

## Kariéra
Před kamerou se poprvé objevila v roce 1972, a to konkrétně v televizním filmu Něco zlého. Následně hrála ještě v několika televizních filmech či seriálech, ke kterým patří To je vražda, napsala, Horká vlna, Sběratelé kostí, Walker, Texas Ranger nebo Louis Armstrong - Chicago style.
Objevila se také v několika celovečerních filmech. Nejúspěšnější z nich byl jistě snímek Purpurová barva z roku 1985, kde se objevila po boku Dannyho Glovera a Whoopi Goldberg. Vidět jsme ji mohli také ve filmech Riverbend, Vítej doma, Láska zabíjí nebo Magnum Force.

## Ocenění
V roce 1985 byla nominována na Oscara za film Purpurová barva, úspěšná však nebyla.

## Filmografie

### Filmy
- 1972 – Cool Breeze, Terror House
- 1973 – Magnum Force, Peklo v Harlemu
- 1975 – The Psychopath
- 1977 – Which way is up?
- 1979 – The Fish That Saved Pittsburgh
- 1985 – Purpurová barva
- 1988 – Blueberry Hill
- 1989 – Riverbend
- 1990 – Velký návrat
- 1993 – Lightning in a Bottle, Noční past
- 1994 – Cyborg 3: Záchrana rasy
- 1995 – Past, Černá klec
- 1998 – Láska zabíjí
- 2002 – Second to die
- 2008 – Vítej doma, Meet the Browns
- 2009 – Extrospection

### Televizní filmy
- 1972 – Něco zlého
- 1976 – Louis Armstrong – Chicago Style
- 1977 – Scott Joplin
- 1980 – The Sky is Grey, The Lathe of Heaven
- 1983 – For Us the Living: The Medgar Evers Story
- 1989 – Single Woman Married Man
- 1990 – Horká vlna
- 1992 – The Jacksons: An American Dream
- 1998 – Wie stark Muss eine Liebe sein
- 2007 – Lord Help Us

### Seriály
- 1972 – Rookies
- 1973 – Nová show Dicka van Dykea, Ironside
- 1974 – Kojak, Marcus Welby, M.D.
- 1974–1976 – Harry O
- 1975 – Sanford a Syn, Kolchak: The Night Stalker, Rookies
- 1978 – Baby, I'm back
- 1981 – Trapper John, M.D.
- 1982 – The Powers of Matthew Star
- 1985 – To je vražda, napsala
- 1987 – Miami Vice, Spenser: For Hire, Bustin' Loose, Rags to Riches
- 1988 – Crime Story
- 1990 – Amen, CBS Schoolbreak Special
- 1991 – MacGyver
- 1992 – Cosby Show, Roc, Jack's Place
- 1993 – Time Trax
- 1997 – Die Gang, Walker, Texas Ranger
- 2003 – 10-8: Officers on Duty
- 2005 – JAG, Sběratelé kostí